# Friedrich Silcher
Friedrich Silcher [ˌfʀidʀɪç ˈz̊ɪlçɐ] (Schnaith, 27 de juny de 1789 – Tübingen, 26 d'agost de 1860) fou un compositor del Romanticisme alemany.
Després d'estudiar a Fellbach tenint com a professor a Nikolaus Ferdinand Auberlen semblava destinat a ser mestre d'escola, en l'Escola Normal de Ludwigsburg, però es consagrà per sencer a la música, i des de 1817 fou director d'orquestra de la Universitat de Tübingen on entre els seus alumnes tingué a Heinrich Reiser. Es feu cèlebre pel seu Dreistimmiges württembergisches Choralbuch i per la col·lecció de cants populars alemanys (12 quaderns) les que si contenen els que ell va compondre, i alguns dels quals, per exemple, el de Heine, Ich weiss micht was soll es bedeuten, assoliren a ésser populars. Silcher a més, deixà, l'obra Harmonie und Kompositionlehere (2.ª ed., Tübingen, 1859).